# Maël Rannou
Pour les articles homonymes, voir Rannou.
Maël Rannou, né le 20 février 1989 à Mayenne, est un critique, essayiste et scénariste de bande dessinée français, également bibliothécaire et militant écologiste.

## Biographie

### Jeunesse et études
Fils de l'écrivain Pascal Rannou, il est élève au lycée Douanier Rousseau à Laval puis il fait des études de philosophie et d'édition (Asfored) avant de devenir bibliothécaire. Il soutient ensuite des mémoires en lettres modernes et histoire, portant sur la bande dessinée. Dans les années 2020, il reprend des études en Sciences de l'information et de la communication et il entreprend en octobre 2020 de préparer une thèse intitulée La bande dessinée québécoise et ses circulations dans et avec l'espace francophone européen. Sa recherche porte particulièrement sur la Bande dessinée québécoise mais aussi sur les fanzines.

### Vie professionnelle

#### Bibliothécaire
À ses débuts, Maël Rannou est bibliothécaire en Mayenne, puis il dirige à Angoulême à partir de 2021, la bibliothèque de la Cité internationale de la bande dessinée,. Il quitte ce poste en février 2023 à la suite de son obtention du concours de conservateur territorial des bibliothèques, il entre alors en scolarité à l'Institut national des études territoriales puis prend la direction des bibliothèques de Caen.

#### Chroniqueur
Fondateur avec son frère Gwendal des éditions L’Égouttoir, Maël Rannou dirige le fanzine Gorgonzola depuis 2005.
Il est chroniqueur et interviewer pour Du9 et BoDoï et il a aussi participé à des magazines comme Jade, Comix Club ou Beaux Arts magazine. Il a également été rédacteur en chef adjoint des Cahiers de la bande dessinée.

#### Auteur de BD, anthologiste et essayiste
Auteur de bande dessinée, Maël Rannou est également anthologiste et essayiste. Il a notamment publié, avec Roberto Salazar Morales, en 2017 une anthologie de la bande dessinée colombienne intitulée N comme viñetas, puis en 2022, un essai consacré au magazine Pif Gadget intitulé Pif Gadget et le communisme,,,.

### Engagement politique
Maël Rannou est co-président national du syndicat étudiant écologiste Fac Verte durant l'année scolaire 2009-2010.
Membre d'Europe Écologie Les Verts depuis fin 2008, il est candidat pour le parti à plusieurs reprises, principalement comme suppléant (cantonales de 2011, municipales de 2014 à Laval, départementales de 2015).
Pour les élections régionales de 2015, il occupe la tête de liste d'EELV en Mayenne et il fait parler de lui en racontant sa campagne en bande dessinée. Au soir du second tour, la région est gagnée par la droite et il n'est pas élu.
Entre 2017 et 2018, il est conseiller municipal de Laval,.
Il est numéro deux de la liste EELV lors des élections régionales de 2021 dans les Pays de la Loire et lors d'un entretien donné à cette occasion à Paris Match, il révèle qu'il « souffre d’un "trouble neuro-comportemental de type trouble du spectre autistique", anciennement appelé syndrome d'Asperger ».

## Publications

### BD
- Scénarios pour Images Doc, scénario et dessin de l'égozine Ceci est mon corps[19].
- Godblessyou, Myxoxymore, 2006[19]
- Valaida Snow, dessin d'Emmanuel Reuzé, BDMusic, coll. « BDJazz » (coffret CD + BD), 2012[20],[21]
- En retard !, dessin d'Yvang, Le Moule à gaufres, 2013
- 24h sur la ZAD, dessin de Ludovic Rio, Vide Cocagne, coll. « Sous le manteau », 2013[22]
- Skip James, dessin de Jean Bourguignon, BDMusic, coll. « BDBlues » (coffret CD + BD), 2016

### Autres
- Entretien avec Alain Beaulet, avec Alain Beaulet, L'Égouttoir, 2008
- L'Art de Ce, monographie sur l'œuvre de José Roosevelt, Éditions du Canard, 2015
- N comme vinetas (anthologie de la bande dessinée colombienne), avec Roberto Salazar Morales, L'Égouttoir, 2017[9]
- La Bande Dessinée en bibliothèque (dir.), Le Cercle de la librairie, coll. « Bibliothèques », 2018[23],[24]
- Pif Gadget et le communisme, PLG, coll. « Mémoire vive », 2022[10],[11],[12],[13].
- Définir le fanzine, L’Égouttoir, coll. « Gorgonzola », 2022.
- Fabcaro sur la colline (dir., avec Mathieu Charrier et Camille de Singly), 6 pieds sous terre/Cité internationale de la bande dessinée et de l'image, 2022[25].
- Les Bibliothèques de proximité, avec Stéphanie Khoury, Presses universitaires Blaise Pascal, coll. « L’Opportune », 2022[26].

### Participations
- La Casa (postface), de Victor Hussenot, Warum, 2016[27].
- Avec Vincent Bernière (préface), Intégrales Valentin le vagabond T1&2, de Jean Tabary et al., IMAV, 2018-2019.
- Avec Vincent Bernière (postface), Les Bidochon, l'intégrale T1, de Christian Binet, Fluide Glacial, 2019.
- Squeak The Mouse (préface), de Massimo Mattioli, Éditions Revival, 2020.
- Fabacaro, premiers pas (appareil critique), de Fabcaro, La Cafetière, 2022.
- « Les fulgurances d'Imagex » (appareil critique), dans Anthologie Imagex, The Hoochie Coochie, 2023.
- Semi science-fiction (préface), de Léa Murawiec, Flǔtiste, 2023.
- Horace, cheval de l'ouest, intégrale T1 (préface), de Jean-Claude Poirier, Revival, 2024.